# Confine tra Guinea e Sierra Leone
Il confine tra la Guinea e la Sierra Leone ha una lunghezza di 794 km e va dall'Oceano Atlantico a ovest fino al triplice confine con la Liberia a est.

## Descrizione
Il confine inizia a ovest sulla costa atlantica, e procede via terra in direzione nord-est attraverso varie linee irregolari e alcune rette, oltre al fiume Great Scarcies, prima di raggiungere il 10º parallelo nord. Il confine segue quindi questo parallelo verso est per circa 75 km, prima di procedere in direzione sud-ovest, tagliando i monti Loma e Tingi, fino al fiume Meli. Il confine segue il Meli fino alla confluenza con il Moa / Makona, e lo segue verso est fino al triplice confine liberiano.

## Storia
La Sierra Leone fu fondata dagli inglesi nel 1780 come rifugio per gli schiavi salvati e liberati. L'area intorno a Freetown divenne una colonia della corona nel 1808 e il dominio britannico si estese gradualmente verso l'interno nei decenni successivi. La Francia si interessò alla costa dell'Africa occidentale, stabilendosi nella regione del moderno Senegal nel XVII secolo e successivamente annettendo la costa di quella che oggi è la Guinea alla fine del XIX secolo come colonia Rivières du Sud. L'area fu ribattezzata Guinea francese ne 1893 e successivamente fu inclusa nella colonia francese dell'Africa occidentale.
Gli anni ottanta del XIX secolo videro un'intensa competizione tra le potenze europee per i territori in Africa attraverso un processo noto come Spartizione dell'Africa che culminò nella Conferenza di Berlino del 1884, in cui le nazioni europee interessate concordarono sulle rispettive rivendicazioni territoriali e sulle regole degli impegni futuri. Di conseguenza, il 28 giugno 1882 Francia e Gran Bretagna firmarono un trattato che delimitava un confine tra Sierra Leone e Guinea, che terminava nell'entroterra in un punto indeterminato; un altro trattato del 10 agosto 1889 estese ulteriormente il confine a est. Questo confine fu nuovamente esteso da un trattato del 21 gennaio 1895 fino alle vicinanze di Timbekundu, e fu poi delimitato sul terreno dal dicembre 1895 al maggio 1896; questa demarcazione fu approvata da uno scambio di note nel giugno 1898. Nel frattempo il confine tra la Guinea francese e la Liberia fu modificato nel settembre 1907-11, così come il confine tra Liberia e Sierra Leone nel gennaio 1911, estendendo in tal modo il confine tra Guinea francese e Sierra Leone più a sud. La Gran Bretagna e la Francia confermarono la nuova linea di confine franco-guineana-sierraleonese nel giugno 1911 e firmarono un trattato in tal senso il 4 settembre 1913.
La Guinea francese ottenne l'indipendenza nel 1958, seguita dalla Sierra Leone nel 1961, e il confine divenne quindi uno tra due stati sovrani. Durante la guerra civile in Sierra Leone (1991-2001) si sono verificati alcuni problemi nella città di confine di Yenga, che hanno spinto la Guinea ad attraversare il confine e occupare la città. La controversia è stata risolta nel 2013 e la città è tornata sotto il controllo della Sierra Leone.

## Insediamenti vicino al confine

### Guinea
- Pamela
- Farmoriah
- Degui
- Moungata
- Koundou

### Sierra Leone
- Kambia
- Bramaia
- Kukuna
- Koliba
- Gberia Fotombu
- Bendugu
- Faragbema
- Saiama
- Kainkordu
- Dia
- Yenga